# Victor Lenger
Victor Lenger (Etalle, 22 maart 1879 - Aarlen, 31 maart 1947) was een Belgisch senator.

## Levensloop
Lenger was een zoon van ontvanger van de registratie Prosper Lenger en van Catherine Glaisener.
Hij promoveerde tot doctor in de rechten en vestigde zich als advocaat in Aarlen. Van 1911 tot 1932 was hij gemeenteraadslid in deze stad.
In 1946 werd hij verkozen tot liberaal senator voor het arrondissement Aarlen-Marche-Bastenaken. Het jaar daarop overleed hij.